# Полезащитни горски пояси в Южна Добруджа
Полезащѝтни по̀яси, горски пояси са изкуствено създадени горски насаждения за борба с ветровата и водната ерозия, със сушата и суховеите

## История
Ветрозащитно залесяване в България започва в Южна Добруджа – тогава в територията на Кралство Румъния съгласно Букурещкия договор, след 1925 г.
Първите полезащитни пояси от съвременен тип в Добруджа са засадени в землището на село Карвуна през 1936 – 1939 г. под ръководството на Горския опитен институт в Букурещ.
Изграждането на съвременната полезащитна мрежа обаче се регламентира след важното за модернизирането на Добруджа постановление на Министерския съвет на НРБ № 236 от 8 март 1951 г., с което се взема решение в района на Добруджа да се създадат 9 държавни горски пояса и цялостна мрежа от полезащитни горски пояси.
Полезащитни горски пояси в ограничен размер са изградени и в някои други райони на страната – Плевенски, Ямболски, Пловдивски и др.

## Същност
За защита от ветровата ерозия горските пояси се разполагат напречно на посоката на преобладаващите ветрове, а за защита от водната ерозия на наклонените площи – по посока на хоризонталите на склоновете. Покрай реките и овразите се засаждат пояси за укрепване на бреговете им, а покрай постоянните напоителни канали – за понижаване нивото на подпочвените води. Тези пояси намаляват и вредата от ветровата ерозия. В равнинните райони, където често се проявяват силни ветрове, главна задача на поясите е да намаляват силата на вятъра, с което почвата се предпазва от издухване, намалява се непроизводителното изпарение на влагата и тя се използва по-пълно от растенията. През зимата горските пояси запазват снежната покривка от издухване и осигуряват по-равномерно разпределение на снега по повърхността на земята. Това предпазва посевите от измръзване и позволява равномерно навлажняване на почвата.
Полезащитните пояси играят важна роля в борбата срещу сушата, като осигуряват условия за натрупване и запазване на влагата, подобряват водния запас в почвата и създават условия за по-пълно използване на торовете. Главна задача на горските пояси на наклонени площи е да осигурят по-пълно поглъщане на водата и с това да намалят силата на стичащата се по наклона вода, получена от топенето на снега или при проливни дъждове. С това се подобрява водният режим на почвата по склона и се намалява водната ерозия.
И двата вида горски пояси подобряват водния и хранителния режим на почвата и създават условия за поддържане на високо почвено плодородие, осигуряват получаване на високи добиви. Ефектът от полезащитните пояси се повишава, когато се прилагат и подходящи агротехнически мероприятия.

## Размери, площи, схеми
В България е създадена цялостна система от полезащитни пояси в Добруджа. Те биват главни и второстепенни. Главните (ширина до 20 м) са разположени перпендикулярно на преобладаващите ветрове, на разстояние 400 – 600 м, а второстепенните (ширина до 16 м) – напречно на главните, на разстояние 1000 – 2000 м. Така се оформят полета с дължина 1000 – 2000 м и ширина 400 – 600 м, подходящи за механизирана обработка. Полезащитният ефект на пояса се разпростира на разстояние, 25 пъти по-голямо от височината му зад него и 5 пъти – пред него.
В състава на полезащитните пояси обикновено се включват 4 групи дървесни видове: главни, съпътствуващи, плодни и храсти.
Главните дървесни видове са ядрото на пояса и образуват първия (връхния) му етаж, като дават главния отпор на ветровете. Използват се дълготрайни, светлолюбиви, високи (около 20 м) видове (дъб, ясен, топола, бяла акация, гледичия и други), които се засаждат в 3 реда. Съпътствуващите дървесни видове влизат във втория (средния) етаж на пояса, като създават условия за по-бърз растеж на главните, уплътняват пояса и потискат плевелите. Използват се липа, остролистен клен, обикновен бряст, горска круша и други. Плодните дървета също се включват във втория етаж на пояса и освен защитния повишават и стопанския му ефект с продукцията, която дават. Засаждат се сливи, череши, кайсии, черници, орехи и други. Храстите защитават почвата от плевели, намаляват повърхностния отток на водата и силата на вятъра, привличат птици и дивеч. Използват се лигуструм (птиче грозде), леска, френско грозде, люляк и други.
В средата на 50-те години се създават 9 броя така наречени държавни пояси с дължина от 25 до 220 км и ширина 70 – 90 м. На територията на тогавашните стопанства е проектирано създаването на 132 хил. дка полезащитни пояса. До пролетта на 1957 г. площта им е около 90 хил. дка, а по последни данни площта на полезащитните горски пояси в седемте общини на Добричка област съставлява общо 65,1 хил. дка.
Поради това, че преобладаващите за Южна Добруджа ветрове са северни, основните пояси имат посока на редовете изток – запад и са разположени на около 500 м един от друг. Второстепеннтите пояси са напречно разположени на основните на около 1000 м един от друг. По този начин площта на защитените от ветровете полета е около 500 дка.
Актуалната средна височина на поясите е около 18 – 20 м.

## Ефекти
Счита се, че към настоящия момент полетата са добре защитени от ветрова ерозия.
Влиянието върху добивите, средно за защитеното поле е положително. Отчитат се 2 минимума (в непосредствена близост до поясите) и 2 максимума (на 50 – 100 м северно от южния и на 150 м южно от северния пояс) на добива.